# Межпланетная среда
Межпланетная среда — вещество и поля, заполняющие пространство внутри Солнечной системы (звёздной системы) от солнечной короны (короны звезды) до границ гелиосферы за исключением планет и тел Солнечной системы. Межпланетная среда в основном включает солнечный ветер (ветер центральной звезды в звёздной системе (starwind)), межпланетное магнитное поле, космические лучи (заряженные частицы высокой энергии), нейтральный газ, межпланетную пыль и электромагнитное излучение. Межпланетная среда играет ключевую роль в солнечно-земной физике и её практической части — космической погоде.

## Солнечный ветер
Солнечный ветер (ветер центральной звезды в звёздной системе (starwind)) представляет собой расширяющуюся плазму солнечной короны, заполняющую всю гелиосферу. Солнечный ветер состоит из электронов, протонов, альфа-частиц и других ионов солнечного происхождения, а также захваченных ионов, образовавшихся из нейтральной компоненты в результате взаимодействия с излучением. Солнечный ветер является неравновесной системой с высоким уровнем турбулентности. Крупномасштабные структуры и динамические процессы в солнечной атмосфере проявляются в существовании в солнечном ветре до расстояний в несколько астрономических единиц различных крупномасштабных структур, в которых значения параметров могут значительно отличаться. Вблизи максимума цикла солнечной активности нестационарные типы солнечного ветра могут составлять около половины времени наблюдений. На расстоянии 1 а. е. поток протонов солнечного ветра меняется от {\displaystyle 10^{8}} до {\displaystyle 10^{10}} см {\displaystyle ^{-2}} с{\displaystyle ^{-1}}, а скорость — от 300 до 1000 км/с, температура в среднем составляет {\displaystyle 10^{5}} К. При увеличении расстояния от Солнца R поток протонов убывает как {\displaystyle 1/R^{2}}, скорость остаётся почти постоянной, а различия между структурами уменьшаются. Взаимодействие солнечного ветра с планетами и телами Солнечной системы определяет положение и состояние их внешних плазменных оболочек, состояние Космической погоды.

## Межпланетное магнитное поле
Магнитное поле солнечной короны «вморожено» в плазму и уносится солнечным ветром, образуя межпланетное магнитное поле (ММП). Напряжённость магнитного поля на 1 а. е. меняется от {\displaystyle 10^{-5}} до {\displaystyle 10^{-3}} Э, максимальное магнитное поле регистрируется в выбросах корональной массы (coronal mass ejection). Вращение Солнца приводит к тому, что силовые линии поля в стационарном солнечном ветре закручиваются и приобретают форму спирали. Вблизи плоскости эклиптики наблюдается гелиосферный токовый слой (ГТС), разделяющий поля противоположной направленности. ГТС имеет форму гофры, поэтому космические аппараты регистрируют секторную структуру, то есть 2, 4 или (реже) 6 секторов за оборот Солнца, в которых ММП имеет одно направление. Стационарный солнечный ветер на малых гелиоширотах не содержит заметную нормальную плоскости эклиптики компоненту магнитного поля, поэтому он не геоэффективен, а все возмущения магнитосферы Земли вызываются нестационарными типами солнечного ветра. В выбросах корональной массы силовые линии поля скручены и имеют вид жгута, один или оба конца которого соединены с Солнцем. В областях сжатия перед быстрым потоком солнечного ветра или выбросом корональной массы исходное магнитное поле сжимается и деформируется при взаимодействии различных структур солнечного ветра.
Межпланетное магнитное поле впервые было измерено аппаратом "Пионер-5", которое между Землёй и Венерой оказалось равно примерно 5 нанотесла.

## Космические лучи
Космические лучи (заряженные частицы высоких энергий) имеют несколько видов, связанных с их происхождением. Космические лучи, несмотря на их высокую энергию, не оказывают влияния на локальное состояние плазмы солнечного ветра и магнитное поле из-за их низкой концентрации, однако на больших масштабах, особенно вблизи границ гелиосферы, где сильно падает концентрация солнечного ветра, космические лучи играют важную роль. Солнечные космические лучи ускоряются во время сильных солнечных вспышек или во время распространения в короне и в солнечном ветре ударных волн. При этом образуются протоны с энергией до несколько сот МэВ и электроны до нескольких десятков КэВ, в редких случаях образуются релятивистские электроны с энергией в несколько МэВ. Состав солнечных космических лучей близок к составу солнечной короны. Количество событий с солнечными космическими лучами сильно возрастает вблизи максимума цикла солнечной активности. Галактические космические лучи рождаются за пределами гелиосферы (во время взрыва новых и сверхновых звёзд). Они представляют собой полностью ионизованные ядра различных элементов с энергией {\displaystyle 10^{8}} — {\displaystyle 10^{20}} эВ. Они рассеиваются на неоднородностях межпланетного магнитного поля, и их поток в среднем падает с удалением от границ гелиосферы. Поток зависит также от времени и падает как на масштабах около суток при прохождении по гелиосфере выброса корональной массы (Форбуш понижение), так и на масштабах около года (вблизи максимума цикла солнечной активности). До орбиты Земли доходят только наиболее высокоэнергичные частицы (с энергией более нескольких сотен МэВ). Наблюдаются также аномальные космические лучи, которые в отличие от обыкновенных ГКС представляют собой однократно (редко двукратно) ионизованные атомы, их появление связывается с двумя возможными механизмами: (1) ионизация нейтральных атомов межзвёздной среды и их ускорение на границах гелиосферы (гелиосферный интерфейс) и (2) вспышки на звёздах, относящихся к красным и жёлтым карликам. Вблизи планет (особенно планет-гигантов Юпитер и Сатурн) наблюдаются менее интенсивные потоки энергичных частиц, рождённых на головной ударной волне и внутри магнитосферы. Интенсивность этих потоков зависит от условий на планетах и часто изменяется с периодом вращения планет.

## Нейтральная компонента
Гелиосфера движется через местное межзвёздное облако, которое согласно косвенным наблюдениям представляет собой частично ионизованную среду с плотностью 0,2 см {\displaystyle ^{-3}} и температурой {\displaystyle 10^{4}} К. Нейтральная компонента беспрепятственно проникает внутрь гелиосферы и достигает области вблизи Солнца, где начинается эффективная ионизация при взаимодействии с солнечным излучением и перезарядка при взаимодействии с солнечным ветром и солнечными космическими лучами. Незначительная часть нейтральной компоненты связана с потерей атомов планетами и другими телами солнечной системы.

## Пылевая компонента
Пылевая компонента межпланетной среды состоит в основном из частиц от 1 нм до 100 мкм, которые обладают зарядом и образуют плазменно-пылевую среду (или пылевую плазму). Более крупные частицы ведут себя как пробные частицы и их рассматривают как «частицы в плазме». Пылевая компонента заполняет всю гелиосфреру крайне неравномерно и сосредоточена в основном вблизи Солнца во внутренней гелиосфере и вблизи плоскости эклиптики, причём её распределение сильно зависит от размера пылинок, так как их траектория описывается балансом разных сил, существенно зависящих от размеров. Пылевая компонента является источником таких явлений, как F-корона Солнца и зодиакальный свет. Основным источником пыли являются ядра комет и астероиды, наиболее мелкие частицы пыли под действием эффекта Пойнтинга — Робертсона приближаются к Солнцу и приобретают заряд. Вблизи Солнца из-за высокой температуры важным является процесс сублимации.

## Электромагнитное излучение
Межпланетное пространство заполнено электромагнитным излучением, в основном солнечного происхождения. Это излучение играет существенную роль в формировании других компонент межпланетной среды и является источником вторичного излучения, которое служит источником экспериментальных данных о межпланетной среде. Более слабые потоки электромагнитных волн генерируют планеты солнечной системы, границы гелиосферы и другие объекты Вселенной.